# 粒孢堆黑粉菌
粒孢堆黑粉菌（学名：Sporisorium anthistiriae）是属于黑粉菌目黑粉菌科孢堆黑粉菌属的一种真菌，寄生在禾本科植物上。该种分布于中国、朝鲜、斯里兰卡、苏丹、坦桑尼亚、澳大利亚等地。